# 1862 w literaturze
Wydarzenia literackie w 1862 roku.

## Wydarzenia
- Louisa May Alcott rozpoczęła pracę jako pielęgniarka-wolontariuszka podczas amerykańskiej wojny domowej.

## Nowe książki
- polskie
- zagraniczne
  - Nędznicy (Les Misérables) – Victor Hugo
  - Salambo (Salammbô) – Gustaw Flaubert
  - Goblin Market – Christina Rossetti
  - Unto This Last – John Ruskin

## Urodzili się
- 24 stycznia – Edith Wharton, amerykańska pisarka (zm. 1937)
- 3 lutego – Abel Hermant, francuski poeta, prozaik, dramaturg i eseista (zm. 1950)
- 4 lutego – Édouard Estaunié, francuski pisarz i inżynier (zm. 1942)
- 5 lutego – Lulah Ragsdale, amerykańska powieściopisarka i poetka (zm. 1953)
- 17 lutego – Ōgai Mori, japoński pisarz, dramaturg, poeta, tłumacz literatury europejskiej (zm. 1922)
- 28 lutego – Rudolf Huch, niemiecki pisarz (zm. 1943)
- 1 maja – Marcel Prévost, francuski pisarz i dramaturg (zm. 1941)
- 5 maja – Max Elskamp, belgijski poeta, przedstawiciel symbolizmu (zm. 1931)
- 15 maja – Arthur Schnitzler, austriacki prozaik, dramaturg i lekarz (zm. 1931)
- 21 czerwca – Johannes Schlaf, niemiecki pisarz, dramaturg, poeta i tłumacz (zm. 1941)
- 13 lipca – Nikołaj Rubakin, rosyjski bibliotekarz i bibliograf (zm. 1946)
- 30 lipca – Božena Viková-Kunětická, czeska pisarka i polityk (zm. 1934)
- 1 sierpnia – M.R. James, brytyjski naukowiec i pisarz, twórca opowieści niesamowitych (zm. 1936)
- 2 sierpnia – Duncan Campbell Scott, kanadyjski poeta (zm. 1947)
- 21 sierpnia – Emilio Salgari, włoski pisarz (zm. 1911)
- 19 sierpnia – Maurice Barrès, francuski powieściopisarz (zm. 1923)
- 29 sierpnia – Maurice Maeterlinck, belgijski pisarz, noblista za rok 1911 (zm. 1949)
- 11 września – O. Henry, amerykański pisarz (zm. 1910)
- 7 listopada – Grégoire Le Roy, belgijski poeta i pisarz piszący w języku francuskim (zm. 1941)
- 15 listopada – Gerhart Hauptmann, niemiecki dramaturg i powieściopisarz, laureat literackiej Nagrody Nobla (zm. 1946)
- 7 grudnia  – Paul Adam, francuski pisarz (zm. 1920)
- 16 grudnia – Eugène Demolder, belgijski pisarz (zm. 1919)
- 28 grudnia – Moris Rosenfeld, żydowski poeta i prozaik (zm. 1923)
- Ella Rhoads Higginson, amerykańska poetka (zm. 1940)

## Zmarli
- 24 lutego – Bernhard Severin Ingemann, duński pisarz i poeta (ur. 1789)
- 6 maja – Henry David Thoreau, amerykański pisarz, poeta i filozof (ur. 1817)
- 13 listopada – Ludwig Uhland, niemiecki pisarz, lieraturoznawca, prawnik i polityk (ur. 1787)
- Lydia Jane Wheeler Peirson, amerykańska poetka (ur. 1802)